# Лебединский, Андрей Владимирович
Андре́й Влади́мирович Лебеди́нский (29 апреля 1902 — 3 января 1965) — советский физиолог и биофизик, академик АМН СССР (1960), генерал-майор медицинской службы (1949), заслуженный деятель науки РСФСР (1958).

## Биография

Могила Лебединского на Новодевичьем кладбище Москвы

Родился 29 апреля (12 мая) 1902 года в Санкт-Петербурге в семье известного физика, радиотехника, профессора Владимира Константиновича Лебединского. 
После окончания в 1924 году Военно-медицинской академии имени С.М. Кирова он служил в частях и учреждениях РККА, работал ассистентом в Центральной психофизиологической лаборатории ВВС. 
С 1928 года вернулся в академию, где продолжил свою профессиональную деятельность: прошел путь от преподавателя до начальника кафедры физиологии. Одновременно в течение ряда лет он руководил физиологическими секторами и лабораториями в медицинских и других институтах.
С 1954 года А.В. Лебединский возглавлял Институт биофизики АМН СССР, заведовал лабораторией № 1. Как ученый, принадлежащий физиологической школе академика Л.А. Орбели, на протяжении своей научной деятельности он развивал идеи своего учителя в различных областях нормальной и патологической физиологии, биофизики, радиобиологии, физиологии человека в особых условиях существования.
В 1963 году А.В. Лебединский, обладая большим научным и организационным опытом, создал и возглавил новое научное учреждение — Институт медико-биологических проблем (ИМБП) Минздрава СССР, в котором работал до конца своей жизни. Под его руководством в ИМБП решались проблемы радиационной безопасности при полётах человека в космос, изучались экстремальные реакции человека, разрабатывались способы их предотвращения.

## Научная и общественная деятельность
Научное наследие Андрея Владимировича составляет более 250 научных работ, в т.ч. в соавторстве, многие из которых получили мировое признание. Он был председателем научных советов по радиобиологии и спецфизиологии АН СССР, членом редколлегий научных журналов, редактором раздела «Радиобиология» БМЭ (2-е изд.).
Основные научные работы посвящены биофизике и физиологии зрения. Изучал механизмы адаптации глаза к темноте (1948). Исследовал функции анализаторов. Углубил научные представления о взаимодействии афферентных систем. Исследовал действие на организм ионизирующего излучения и ультразвука.
А.В. Лебединский известен и как общественный деятель. С 1955 по 1958 год он представлял СССР в Научном комитете по атомной энергии ООН, участвовал в подготовке соглашения о прекращении испытаний и запрещении применения ядерного оружия.

## Награды
Ученый награждался орденами Ленина (дважды), Красного Знамени, Трудового Красного Знамени (дважды), Красной Звезды и медалями. 
Заслуженный деятель науки РСФСР.

## Семья
Сын — Владимир (1926—1991) — советский микробиолог, членкор АМН (1984), генерал-лейтенант, профессор.

## Публикации
- Лебединский А. В. Влияние ионизирующей радиации на организм животного и человека , М., 1957
- А. Г. Гинецинский, А. В. Лебединский, Курс нормальной физиологии, Москва, 1956